# Callyna siderea
Callyna siderea är en fjärilsart som beskrevs av Achille Guenée 1852. Callyna siderea ingår i släktet Callyna och familjen nattflyn. Inga underarter finns listade i Catalogue of Life.